# مهرجان لحوم الكلاب
مهرجان لحوم الكلاب (بالصينية: 狗肉节) المعروف أيضًا باسم مهرجان يولين للحوم الكلاب أو مهرجان الليتشي ولحوم الكلاب، هو مهرجان سنوي يقام في يولين، قوانغشي، الصين، خلال الانقلاب الصيفي من 21 يونيو إلى 30 يونيو حيث يستهلك المشاركون في المهرجان لحوم الكلاب مصحوبة بالليتشي أو نباتات أخرى.
بدأ المهرجان في عام 2009 ويستمر لمدة عشرة أيام تقريبًا. خلال هذه الفترة، يقال أنه تم استهلاك الآلاف من الكلاب. وقد تعرض المهرجان لانتقادات محلية ودولية.

## خلفية
يتم الاحتفال بالمهرجان سنويًا في يولين، قوانغشي، الصين، خلال الانقلاب الصيفي في يونيو، بتناول لحوم الكلاب.  في وقت مبكر، أفيد أنه تم استهلاك ما يقرب من 10,000 كلب في كل حدث سنوي للمهرجان.  ويقدر البعض أن هذا العدد قد انخفض إلى 1000 في عام 2015.  في عام 2018، قُدِّر عدد الكلاب التي ذٌبحت بنحو 3,000 كلب.  انطلق المهرجان في 21 يونيو 2009. 

## مخاوف

### القسوة على الحيوان
يزعم منظمو المهرجان أن الكلاب تُقتل بطريقة إنسانية  وأن "أكل الكلاب لا يختلف عن أكل لحم الخنزير أو لحم البقر".  لكن نشطاء حقوق الحيوان يزعمون أن الحيوانات تُعامل بقسوة. وقد ذكرت بعض وسائل الإعلام أن الكلاب تتعرض للتعذيب عمدًا أو يتم سلقها حية لتحسين طعم لحومها.  وذكرت عدة تقارير أخرى أنه منذ عام 2015 لم يكن هناك سوى القليل من الأدلة على هذه الادعاءات.   المهرجان حديث، وليس له جذور تقليدية، بل تم إنشاؤه في عام 2010 من قبل تجار الكلاب لزيادة أرباحهم. قبل إنشائه، لم يكن لدى يولين أي تاريخ في الانخراط في ذبح الكلاب واستهلاكها على نطاق واسع. وبما أن استهلاك لحوم الكلاب ليس محظورًا بموجب القانون في الصين، فإن السلطات تزعم أنها لا تملك أساسًا قانونيًا للتدخل.  

### سرقة الكلاب
وذكر تقرير صادر عن مؤسسة حيوانات آسيا عام 2015 أن معظم الكلاب التي يتم استهلاكها هي حيوانات ضالة أو مسروقة. عانت حوالي 70% من القرى الريفية التي شملها المسح في الصين من خسائر غامضة في أعداد الكلاب.  

## التغييرات في عام 2020
في خضم جائحة كوفيد-19، أعلنت وزارة الزراعة في جمهورية الصين الشعبية رسميًا أن الكلاب هي رفقاء، ولا ينبغي التعامل معها كماشية،  وبالتالي حظرت ذبحها وبيعها تجاريًا. 
خلال شهر فبراير، أصدرت مدينة يولين بيانًا لحظر سوق استهلاك الكلاب، مشيرة إلى أن ذلك يأتي في إطار الجهود المبذولة لمكافحة فيروس كورونا. ومع ذلك، استؤنف المهرجان في 21 يونيو 2020 في تحدٍ للحملة الحكومية، على الرغم من التقارير التي أفادت بانخفاض عدد الحضور.  

## ردود الفعل

### محليا
في عام 2016، تم إنقاذ 1000 كلب من المهرجان؛ وفي الأسبوع السابق تم إنقاذ 34 حيوانًا (21 كلبًا، وثمانية جراء، وخمس قطط وقطط صغيرة) من منشأة ذبح في يولين بواسطة جمعية الرفق بالحيوان الدولية.  وفي عام 2017، أنقذ ناشطون صينيون 1000 كلب آخر. 
صوت ملايين الصينيين في عام 2016 لصالح اقتراح تشريعي قدمه تشن شياوهي، نائب في مجلس الشعب الصيني، لحظر تجارة لحوم الكلاب.  وفي العام نفسه، تم تقديم عريضة في الصين، جمعت 11 مليون توقيع وطالبت بإنهاء المهرجان، إلى مكاتب حكومة يولين في بكين.  كما أشارت التقارير الصادرة في عامي 2014 و2016 إلى أن غالبية الصينيين، سواء على الإنترنت أو خارجه، لا يوافقون على المهرجان.    كما أعرب المشاهير الصينيون مثل فان بينج بينج وتشن كون وسون لي ويانج مي علنًا عن عدم رغبتهم في هذا الحدث.  
في عام 2017، تم إنقاذ أكثر من 1300 كلب من قبل النشطاء. وأكدت الشرطة أن غالبية الكلاب مسروقة وغير مسموح بأكلها، مما سمح للمتطوعين بإنقاذ الكلاب. كما أن ما يصل إلى 40% من الكلاب تحمل أيضًا أمراضًا معدية. 

### وسائل الإعلام الحكومية
وفي بيان صدر عام 2014 لوكالة أنباء شينخوا، أنكرت الحكومة المحلية في يولين أي تدخل رسمي أو تأييد للمهرجان نفسه، ووصفت الحدث بأنه عادة محلية يمارسها "نسبة صغيرة" من سكان يولين. يعزون العلامة التجارية للحدث إلى الشركات والمقيمين المحليين. 
أعربت افتتاحية نشرتها صحيفة الشعب اليومية عن وجهة نظر مفادها أنه في حين ينظر النشطاء إلى الكلاب باعتبارها "حيوانات أليفة"، فإن النظام القانوني الصيني والجمهور الصيني الحالي لا يعترفان بها بهذه المكانة الخاصة. وفي حين أشارت الافتتاحية إلى "ازدواجية" الكلاب باعتبارها رفاقًا وعناصر غذائية، فإنها حثت على ضبط النفس في التعامل مع هذه القضية، ودعت إلى التفاهم المتبادل بين المنظمين والناشطين للوصول إلى حل وسط محترم. 

### الحملات الإعلامية
وكان للحملات تأثير كبير في نشر الوعي بالمهرجان حول العالم. لجأ العديد من الناشطين والشخصيات العامة إلى تويتر وفيسبوك وإنستغرام. ويرجع ذلك جزئيًا إلى الحملات على وسائل التواصل الاجتماعي داخل الصين وخارجها، ويبدو أن عدد الكلاب المذبوحة قد انخفض منذ عام 2013 إلى 1000 في عام 2016، على الرغم من أن المهرجان لا يزال يُقام في عام 2021.  

### أخبار
في خضم التقارير عن الصدامات بين المدافعين الصينيين عن حقوق الحيوان وتجار لحوم الكلاب، أجرت صحيفة نيويورك تايمز مقابلة مع البروفيسور بيتر جيه لي من جامعة هيوستن حول آرائه بشأن مزاعم تجار لحوم الكلاب بأن الناشطين المحليين أدخلوا أيديولوجية غربية ضارة إلى الصين. أجاب لي أن المعارضة لتناول لحوم الكلاب في المهرجان بدأت مع الصينيين، لأن "الرابط بين الحيوانات الأليفة والبشر ليس غربيًا. إنها ظاهرة عابرة للثقافات". 
وقد أوضح مدير حماية الحيوان والاستجابة للأزمات في جمعية الرفق بالحيوان الدولية في مقال على شبكة سي إن إن أسباب معارضته للمهرجان ودعا حكومة يولين إلى إلغاء المهرجان. 
في عام 2016، أشارت مقالة كتبتها هيئة الإذاعة البريطانية (بي بي سي) إلى أن المهرجان بدأ وسط انتقادات واسعة النطاق، وجاء فيها: "يقول النشطاء إن الحدث قاسٍ، وفي هذا العام جمعت عريضة تدعو إلى حظره 11 مليون توقيع". 
ذكرت مقالة في صحيفة الغارديان بقلم جيل روبنسون أن تجارة لحوم الكلاب "غارقة في المخالفات القانونية"، وأن سبب تميز الكلاب واستحقاقها للمعاملة الطيبة هو "أنها أصدقاء ومساعدون للبشرية".  كما ذكر مقال آخر بقلم جوليان باجيني نُشر في نفس الصحيفة أن أكثر ما يثير الدهشة في المهرجان "ليس الحيوان الذي يُقتل تحديدًا، بل أن الكثير من الحيوانات في الغرب تُعامل بقسوة تكاد تكون أو بنفس القسوة"، وأن "النباتيين هم الفئة الوحيدة التي تستطيع معارضة المهرجان دون خوف من النفاق". 
شجعت مقالة في صحيفة الإندبندنت الاحتجاجات ضد المهرجان، لكنها قارنت المهرجان أيضًا بـ 1.9 مليون حيوان "يُذبحون بوحشية" في المملكة المتحدة كل شهر، ولاحظت أن "التمييز الغربي بين الكلاب وحيوانات المزرعة تعسفي تمامًا".  وتساءلت مقالة في صحيفة دايموند باك عما إذا كانت الكمية الكبيرة من الانتقادات الموجهة للمهرجان ترجع حقًا إلى حقوق الحيوان بدلاً من النسبية الثقافية، حيث زعمت أن "إغراق الدجاج حيًا في خزانات ساخنة" أو تركه "يتجمد حتى الموت في شاحنات المسالخ" كانت ممارسة قاسية أخرى في الولايات المتحدة والتي حظيت باهتمام أقل.  في عام 2021، تم إنقاذ كلب بودل صغير مغطى بالديدان من شاحنة متجهة إلى المهرجان بواسطة مجموعة الحملة البريطانية لا للحوم الكلاب. 
وتناولت مقالة أخرى على شبكة سي بي إس الإخبارية الآراء المتضاربة في الصين بشأن تناول لحوم الكلاب. ومع ذلك، فإن معظم سكان الصين يتفقون على ضرورة وقف تجارة الكلاب. يقول دو فينج، وهو ناشط حقوقي صيني، إنه على الرغم من وجود الشرطة، إلا أنهم لا يفعلون شيئًا حقيقيًا لمنع حدوث هذه التجارة.  يواجه المهرجان، وهو الاحتفال الأكثر إثارة للجدل في الصين بالطعام في مدينة يولين، تغطية إعلامية سلبية كل عام، كما يتعرض لإدانة واسعة النطاق من قبل محبي الكلاب في جميع أنحاء العالم. 

### وسائل التواصل الاجتماعي
كان الغضب على وسائل التواصل الاجتماعي بسبب مهرجان 2014 غير مسبوق. 
في يونيو 2015، تم إطلاق عريضة عبر الإنترنت ضد المهرجان في المملكة المتحدة، وجمعت أكثر من 4 ملايين توقيع.  في عام 2016، نظمت جمعية الرفق بالحيوان الدولية عريضة معارضة لمهرجان أكل الكلاب والتي وقع عليها 11 مليون شخص في جميع أنحاء العالم. 
أظهر استطلاع للرأي أجرته شركة استطلاعات الرأي الصينية هورايزون عام 2016 أن 64% من المواطنين الصينيين يريدون رؤية نهاية لمهرجان يولين. 

### دوليا
في عام 2015، لفت الممثل الكوميدي ريكي جيرفيس الانتباه إلى هذه القضية من خلال حث الناس على دعم حملة جمعية الرفق بالحيوان الدولية لإغلاق تجارة لحوم الكلاب والقطط في الصين، بما في ذلك مهرجان يولين سيئ السمعة للحوم الكلاب. 
قدم النائب الأمريكي ألسي هاستينجز، إلى جانب 27 من الرعاة المشاركين الأصليين، قرارًا ثنائي الحزب (قرار مجلس النواب رقم 752) في عام 2016 والذي أدان المهرجان السنوي في يولين ودعا الحكومة الصينية إلى حظر تجارة لحوم الكلاب بشكل صريح.    تم دعم القرار من قبل جمعية الرفق بالحيوان في الولايات المتحدة وصندوق التشريع التابع لجمعية الرفق بالحيوان وجمعية الرفق بالحيوان الدولية.  في عام 2017، أعاد هاستينجز تقديم قراره لعام 2016، إلى جانب 49 من الرعاة المشاركين الأصليين، من خلال قرار مجلس النواب رقم 30.  
وقد تم إدانة المهرجان أيضًا في اقتراح مبكر وقعه جيريمي كوربين، الزعيم السابق لحزب العمال البريطاني. 
وقد استنكر المشاهير والمواطنون بما في ذلك خواكين فينيكس، مات ديمون، سيا، بيل مار، ليزا فاندربامب، ريكي جيرفيس، جورج لوبيز، إيان سومرهالدر، ليونا لويس، لوري آلان، توم كيني، روب زومبي وأنوشكا شارما المهرجان علنًا.   